# The Black Pacific
The Black Pacific est un groupe américain de pop punk, originaire d'Huntington Beach, en Californie.

## Histoire
Le groupe est formé en 2010 par Jim Lindberg, chanteur de Pennywise, et deux membres jusqu'alors inconnus, Alan Vega (batterie) et Davey Latter (basse). Ils étaient signés sur SideOneDummy Records et en auto-produit. Leur premier album éponyme sort le 14 septembre 2010. Le 8 octobre 2010, quelques changements de line-up sont annoncés par le groupe : Marc Orrell, anciennement du groupe de punk celtique Dropkick Murphys, rejoint le groupe en tant que deuxième guitariste, et Gavin Caswell le rejoint en tant que bassiste, en remplacement de Davey Latter qui a dû revenir à ses fonctions de batteur avec son autre groupe Everest,,.
En juin 2010 (peu après la fin de leur premier album), Jim annonce que The Black Pacific prévoyait de sortir plus de musique à l'avenir. Il fait également remarquer qu'ils avaient écrit d'autres chansons qui pouvait être compactées en une album, et que (en juin 2010), ils avaient un autre lot de chansons prêts à enregistrer.
En août 2024, ils annoncent leur deuxième album Here Comes Our Waves et sortent un single intitulé I Think I'm Paranoid.

## Discographie

### Albums studio
- 2010 : The Black Pacific
- 2024 : Here Comes Our Wave

### Clips
- 2010 : The System
- 2010 : Living with Ghosts